# توماس جي. ستيفنز
توماس جي. ستيفنز (بالإنجليزية: Thomas G. Stephens)‏ هو سياسي أمريكي، ولد في 6 أبريل 1818. انتخب عضو جمعية ولاية ويسكونسن.